# Balūs
Balūs (persiska: Balās, بلوس, بالاس) är en ort i Iran.   Den ligger i provinsen Mazandaran, i den norra delen av landet, 120 km nordväst om huvudstaden Teheran. Balūs ligger 1 230 meter över havet och antalet invånare är 108.
Terrängen runt Balūs är mycket bergig. Runt Balūs är det ganska tätbefolkat, med 116 invånare per kvadratkilometer. Närmaste större samhälle är Khorramābād, 17,4 km nordost om Balūs. I omgivningarna runt Balūs växer i huvudsak blandskog.